# Kelly VanderBeek
Kelly VanderBeek (* 21. Januar 1983 in Kapuskasing, Ontario) ist eine ehemalige kanadische Skirennläuferin. Sie war auf die schnellen Disziplinen Abfahrt und Super-G spezialisiert und erreichte drei Podestplätze im Weltcup.

## Biografie
Erste internationale Erfolge feierte VanderBeek bei den Juniorenweltmeisterschaften der Jahre 2002 und 2003, bei denen sie jeweils Dritte im Super-G wurde. Ab November 2001 nahm sie regelmäßig an den Rennen um den Skiweltcup teil. Der größte Erfolg ihrer Karriere gelang ihr bei den Olympischen Winterspielen 2006, als sie im Super-G von San Sicario überraschend auf den vierten Platz fuhr. Am Ende lag sie nur drei Hundertstelsekunden hinter der Bronzemedaillengewinnerin Alexandra Meissnitzer zurück.
Im Weltcup erreichte VanderBeek dreimal einen Platz auf dem Podest: Beim Super-G von Lake Louise im Dezember 2006 wurde sie Dritte, bei den Abfahrten in St. Anton im Dezember 2007 und in Sestriere im Februar 2008 wurde sie jeweils Zweite. Beim Super-G von Hafjell im März 2006 verlor sie zwar nur eine einzige Hundertstelsekunde auf die Siegeszeit, wurde aber dennoch nur Vierte, da es drei Siegerinnen mit der exakt gleichen Zeit gab.
Am 17. Dezember 2009 erlitt VanderBeek im Abfahrtstraining in Val-d’Isère einen Kreuzbandriss und weitere Verletzungen im linken Knie. Sie musste über zwei Jahre pausieren und kehrte erst im Januar 2012 in den Weltcup zurück. Sie erreichte aber nicht mehr ihre früheren Leistungen und gab im Januar 2013 ihren Rücktritt bekannt.
VanderBeek ist Athletenbotschafterin der Entwicklungshilfeorganisation Right To Play.

## Erfolge

### Olympische Spiele
- Turin 2006: 4. Super-G, 24. Abfahrt

### Weltmeisterschaften
- St. Moritz 2003: 20. Kombination, 24. Abfahrt, 28. Super-G
- Santa Caterina 2005: 23. Abfahrt, 25. Super-G
- Val-d’Isère 2009: 21. Abfahrt, 23. Super-G

### Juniorenweltmeisterschaften
- Verbier 2001: 24. Riesenslalom, 33. Abfahrt, 33. Slalom
- Tarvisio/Sella Nevea 2003: 3. Super-G, 5. Abfahrt
- Briançonnais 2005: 3. Super-G, 5. Abfahrt, 14. Riesenslalom

### Weltcup
- Saison 2006/07: 8. Abfahrtswertung, 9. Super-G-Wertung
- Saison 2007/08: 5. Abfahrtswertung
- 3 Podestplätze

### Nor-Am Cup
- Saison 2000/01: 6. Gesamtwertung, 4. Super-G-Wertung, 7. Abfahrtswertung
- Saison 2001/02: 4. Gesamtwertung, 1. Abfahrtswertung, 3. Super-G-Wertung
- Saison 2003/04: 2. Super-G-Wertung
- 11 Podestplätze, davon 4 Siege

### Weitere Erfolge
- 12 Siege bei FIS-Rennen